# Alexandre II de Bournonville
Pour les articles homonymes, voir Bournonville (homonymie).
Pour les autres membres de la famille, voir Maison de Bournonville.
Alexandre II Hippolyte Balthazar de Bournonville, né à Bruxelles le 5 janvier 1616, mort à Pampelune le 20 août 1690, est un militaire brabançon au service de l’empereur des Romains et du roi d'Espagne.
Il est prince de Bournonville et comte de Hénin, generalfeldmarschall du Saint-Empire, chevalier de la Toison d'or, vice-roi de Catalogne et vice-roi de Navarre.

## Biographie
Il est le fils du duc Alexandre Ier de Bournonville, comte de Hénin (1585-1656), et d’Anne de Melun (1590-1666) (fille de Pierre de Melun, prince d'Épinoy) et le frère d'Ambroise-François de Bournonville.
Il commence la Guerre de Trente Ans (1618-1648) en tant que capitaine de cuirassiers dans l’armée de l’empereur Ferdinand III. Il est nommé colonel d’infanterie. Après les traités de Westphalie, il est nommé général et gentilhomme de la chambre de l’empereur, et il obtient la restitution des états que Philippe IV avait confisqués à son père.
En 1656, il intervient dans la guerre franco-espagnole en appui des forces de Condé (passé du côté espagnol) et du nouveau gouverneur des Pays-Bas, l’archiduc Juan José d'Autriche, face à l’armée française de Turenne : au siège de Valenciennes, le 6 juillet, Turenne connaît l’une de ses rares défaites.
Alexandre est créé prince de Bournonville, principauté érigée à partir de la seigneurie de Buggenhout, en Brabant, par Philippe IV d'Espagne, le 12 juillet 1658, à Madrid. À la signature du traité des Pyrénées (1659), le prince occupe la charge de gouverneur et de capitaine général de l’Artois.
En 1672, il est fait chevalier de l’ordre de la Toison d'or. Maréchal de l’empereur Léopold Ier du Saint-Empire (Kaiserlicher Generalfeldmarschall), il prend part à la guerre de Hollande. Il affronte notamment Turenne en 1674 : Bournonville est mis en déroute dans le Palatinat début juillet, vaincu à la bataille d'Entzheim le 4 octobre et à celle de Mulhouse le 29 décembre. Turenne le bat une nouvelle fois à Turckheim le 5 janvier 1675.
En 1676, Bournonville se trouve en Espagne en qualité de conseiller militaire de Charles II. En 1677, il est à Messine, chargé de réprimer la révolte des habitants — soutenus par un corps expéditionnaire français — contre les Espagnols.
En 1678, il est nommé vice-roi de Catalogne. En 1686, il est nommé vice-roi de Navarre.
Il meurt à Pampelune en 1690.

## Mariage et descendance
Il épouse le 3 mai 1656 « Jeanne » Ernestine Françoise (9 avril 1628 † 10 octobre 1663), fille de Philippe-Charles (1587 † 1640), prince d'Arenberg, dont il a six enfants :
- Anne Marie Françoise, née en 1657 ;
- Alexandre Ernest (1658-1658) ;
- Alexandre Charles François (1659-1660) ;
- Isabelle Thérèse, née en 1660 ;
- Alexandre Albert François Bathélémy (1662-1705) ;
- Marie Françoise, née en 1663[1].